# UK Singles Chart

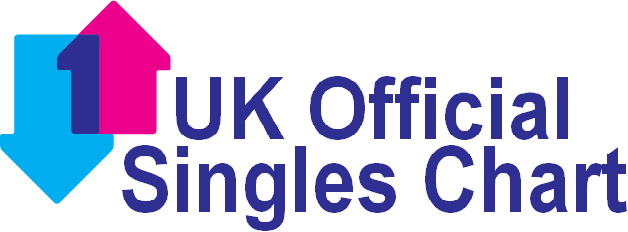
Logo van de UK Singles Chart

De UK Singles Chart is de officiële hitlijst van het Verenigd Koninkrijk.
Hoewel de naam Official UK Singles Chart pas de laatste jaren wordt gebruikt, is het een term die van toepassing is op drie verschillende hitlijsten die sinds 1952 in Groot-Brittannië zijn gepubliceerd. Het gaat om achtereenvolgens de hitlijst van het blad New Musical Express (1952-1960), het blad Record Retailer (1960-1969) en, sinds 1969, van een gezamenlijke hitlijst die door de BBC, de Britse platenindustrie en -handel en het blad Record Retailer (later omgedoopt in Music Week) wordt gehanteerd. Deze hitlijst is in de loop der jaren door verschillende bedrijven samengesteld; anno 2013 is dat The Official UK Charts Company.
De keuze om deze drie hitparades te combineren tot The Official UK Singles Charts is redelijk arbitrair. Er zijn altijd concurrerende hitlijsten geweest, soms zelfs met betere onderzoeksmethoden of met een grotere bekendheid onder het publiek. De keuze voor deze drie hitlijsten vindt zijn oorsprong in 1977, toen de samenstellers van het boek The Guinness Book of British Hit Singles voor deze lijsten kozen. De keuze is later overgenomen door de samenstellers van de Britse hitparade.
De Britse hitlijst heeft diverse afmetingen gekend, variërend van een top 12 in 1952 tot een top 200 in 2012. Echter, de top 200 wordt uitsluitend voor de Britse platenindustrie gemaakt en is niet beschikbaar voor het algemene publiek. Hoelang de huidige hitlijst officieel is, hangt af van welke bron je gebruikt: de BBC (en andere media) gebruiken de bovenste 40, het blad Music Week drukt de top 75 af (algemeen gezien als de officiële afmeting) en de website van The Official UK Charts Company laat de bovenste honderd zien.
De hitlijst wordt samengesteld aan de hand van verkoop van singles in alle beschikbare formaten: vinyl (zowel 7" als 12"), cd-singles en downloads. Airplay wordt niet verwerkt. De Top 40 wordt uitgezonden door BBC Radio 1 op zondagen van 16.00 tot 19.00 uur. Verschillende dj's hebben de hitlijst gepresenteerd, onder wie Mark Goodier en Bruno Brookes. Sinds de show van 13 januari 2013 is Jameela Jamil de presentatrice, zij volgde Reggie Yates op, die de show de vijf jaar daarvoor presenteerde.
Op 1 juli 2012 hadden 1200 verschillende singles aan de top van de UK Singles Chart gestaan volgens de statistieken van OCC.

## Het begin
Een eerste Britse singles hitlijst werd gepubliceerd in de editie van 14 november 1952 van het blad New Musical Express (NME). In het begin was het niet meer dan een aardigheidje, een stapje in de "oorlog" tegen NME's veel oudere en populairdere rivaal Melody Maker. De hitlijst, in het begin een Top 12, was bedacht door medewerker Percy Dickins, die het maakte door 20 grote platenwinkels te bellen en hun verkoopgegevens samen te voegen. Dickins bleef persoonlijk toezicht houden op de samenstelling van de hitlijst tot in de jaren zestig. De hitlijst werd snel een van het de populairste onderdelen van het blad. Na enkele weken werden hitposities uit de hitlijst al aangehaald in reclames van platenmaatschappijen en in de pers. Sommigen namen NME's initiatief over en maakten eigen hitlijsten, zoals de bladen Record Mirror in 1955 en Melody Maker in 1958.
De voorloper van de moderne officiële hitlijst verscheen in het blad voor de muziek branche Record Retailer (nu: Music Week) in 1960 als een Top 50. Het werd niet direct geaccepteerd als bepalende hitlijst van het land. Waarschijnlijk was de hitlijst van NME nog steeds door de meeste mensen erkend en bekend. Een voordeel hierbij was dat zij het wijdverbreidst waren door het gebruik van de hitlijst door Radio Luxembourg. Gedurende de jaren zestig streden verschillende hitlijsten voor publieke erkenning. Dit leidde tot enkele opmerkelijke onverklaarbare situaties — zo stond de tweede single van The Beatles, Please Please Me, op nummer 1 in alle hitlijsten, maar niet die van Record Retailer. De BBC maakte in zijn populaire muziekprogramma 's Pick of the Pops en Top of the Pops gebruik van een hitlijst die bestond uit de gemiddelden van de bestaande hitlijsten. Ook bestonden er lijsten, zoals de Fab 40 van de piratenzender Radio London, die werden samengesteld op enkel airplay.
In 1969 ontstond een betrouwbaardere officiële lijst uit een samenwerking tussen de BBC en Record Retailer. Voor het eerst was een professionele peilingsorganisatie, de British Market Research Bureau (BMRB), aangesteld om de hitlijst te beheren. Nu werden de verkoopgegevens van 500 platenzaken gebruikt, meer dan het dubbele aantal van elke voorgaande hitlijst. De nieuwe Official Top 50 werd ingesteld in de week die eindigde op 12 februari 1969. Sindsdien is deze lijst en zijn opvolgers elke week gepubliceerd door Record Retailer en diens opvolger Music Week.
De Singles Chart werd in 1978 uitgebreid van een Top 50 tot een Top 75.

## Elektronische tijdperk
De MBRB verloor in 1983 haar contract aan Gallup, die data elektronisch verzamelde en hierdoor de oude manier met verkoopdagboeken verving. De oude manier was zowel afhankelijk van de posterijen en open voor manipulatie (zoals werd aangetoond in het onderzoeksprogramma World in Action in 1980). De eerste hitlijst via elektronische registratie gebeurde in 1984. Hierdoor werd het in oktober 1987 mogelijk om de gegevens tot sluitingstijd op zaterdag al op zondag te verwerken tot een hitlijst. De nieuwe editie wordt sindsdien op zondagmiddag bekendgemaakt, waar dat in het verleden meestal vertraagd werd tot dinsdag of woensdag.
De kosten voor het maken van de hitlijst waren in 1990 gestegen tot meer dan £600.000. Gallup peilde toen wekelijks de gegevens van 900 of 1500 winkels (verschilt per bron). De British Phonograpic Industry Ltd. (BPI) maakte in januari bekend het contract met Gallup, Music Week en de BBC per 30 juni 1990 te beëindigen. Op 1 juli 1990 vormde de uitgever van Music Week, Spotlight Publications/Link House Magazines een nieuw onafhankelijk bedrijf Chart Information Network Ltd. (CIN) om de hitlijsten op te maken. CIN werkte samen met Gallup, de BBC en de British Association of Record Dealers (BARD). Aanvankelijk weigerde de BPI om betrokken te zijn bij de Chart Supervisory Committee (CSC) van CIN of om de hitlijst toe te staan.
In november 1990 werd de "Next 25" sectie van de UK Singles Chart, de posities 76-100, niet meer afgedrukt in het officiële tijdschrift Music Week. Tussen 24 november 1990 en 6 april 1991 drukte alleen Record Mirror de "Next 25" nog maar af.
In januari 1991 werd de CIN een joint venture tussen Spotlight/Link House, de uitgever van Music Week, en de BPI. Beide partners delen elk 50% van de kosten van de hitlijst, die tot meer dan 1 miljoen pond waren gestegen, ook wordt de winst gedeeld. De CSC omvatte nu leden van Muic Week, CIN, Gallup, de BBC, BARD en de BPI. Vervolgens zorgde CIN voor nieuwe marketing mogelijkheden en sponsor deals.
Vanaf mei 1991 bevatte de pas opgerichte nieuwsbrief Chart Plus de Singles Chart inclusief de posities 76-200 (en de albumlijst posities 76-150, Top 50 compilaties en verschillende lijsten per genre). In september 1992 een tweede was tweede nieuwsbrief gemaakt: Hit Music, waarin naast andere hitlijsten de singles top 75 stond en een nieuwe "Next 25".
Omdat eind januari 1994 het samenstellingscontract voor de hitlijst met Gallup zou aflopen, werden hiervoor begin 1993 nieuwe offertes gemaakt. In mei 1993 werd duidelijk dat Millward Brown het contract gekregen had. De belangrijkste discussiepunten waren de stijgende kosten, technologische vooruitgang en betere toegang tot gegevens. CIN zou de data analyseren en de rechten krijgen van al het door Millward Brown verrichte onderzoek. Per 1 februari 1994 werd Millward Brown samensteller van de hitlijsten van CIN. De aanvankelijke omvang van het aantal gepeilde winkels was 1250, maar steeg tot 1600 in april 1994. De eerste hitlijst die gebaseerd was op de gegevens van Millward Brown werd gepubliceerd op 6 februari 1994, met als officiële hitdatum 12 februari 1994.
In november 1994 stopte de publicatie van Chart Plus en breidde Hit Music haar informatie uit met onder andere een Top 200. In mei 2001 stopte ook Hit Music. Hitlijstliefhebber Herman Verkade ging in mei 2001 een overeenkomst aan met CIN en richtte een nieuwe tijdschrift op: Chart Plus, waarin vele verschillende hitlijsten worden gepubliceerd.

## Het internettijdperk
In 2005, vanaf de hitlijstweek die op 16 april eindigde, werd voor het eerst een hitlijst samengesteld waarin zowel fysieke verkopen (cd-single) als digitale (legale downloads) verwerkt waren. Door de opkomst van het internet was de verkoop fysieke singles behoorlijk gedaald, terwijl het aantal downloads toe nam. Op 17 april 2005 verklaarden Top 40-presentatoren JK and Joel op BBC Radio 1 dat de opname van downloads tot een verdubbeling van het aantal meegetelde singles voor de hitlijst had geleid. In het begin was het effect van de meegerekende downloads echter nog niet duidelijk te merken aan de hoogste noteringen van de hitlijst, hoewel een aantal singles in het midden van de lijst ervan profiteerden.
Aanvankelijk was de British Association of Record Dealers bezorgd dat de populariteit van het downloaden de detailhandel zou schaden. Ook klaagden ze dat het opnemen van singles in de hitlijst die fysiek niet uitgegeven werden klanten zou verwarren en "gaten" in de cd-schappen van de winkels zou laten. Toch besloten ze met de nieuwe regels in te stemmen op voorwaarde dat digitale verkopen alleen meegeteld zouden worden zolang de fysieke equivalent nog verkocht wordt. Omdat er echter geen minimum aan het aantal beschikbare fysieke exemplaren werd gesteld, kan dit misbruikt worden. Zo brachten de Gorillaz een maand voor de eigenlijke release van hun single Feel Good Inc. al vast 300 12 inchsingles op de markt in april 2005. Hierdoor kon de single al snel binnenkomen in de lijst en daardoor uiteindelijk langer genoteerd staan.
Na druk vanuit de muziekindustrie werd in 2006 een tweede compromis gemaakt. In dit compromis werd bepaald dat singles op basis van enkel downloads een dag voordat de fysieke single uitgebracht wordt al in de hitlijst kan worden opgenomen. Door deze nieuwe regels konden The Black Eyed Peas en Ne-Yo al eerder in de lijst worden opgenomen. In april 2006 was Crazy van Gnarls Barkley de eerste single die enkel op basis van downloads nummer 1 werd. Een onderdeel van de regels is dat de fysieke single minder dan een jaar geleden moet zijn uitgebracht om in de hitlijst opgenomen te mogen worden. Een aanvulling hierop is dat singles uit de hitlijst vallen als de fysieke single twee weken niet meer fysiek verkrijgbaar is. Dit leidde ertoe dat de single Crazy na negen weken nummer 1 in de elfde week uit de hitlijst verdween, vanaf een nummer 5-positie.
De volgende maanden bleef het aantal digitale verkopen stijgen, terwijl het aantal fysieke verkopen bleef dalen. Als gevolg hiervan komen veel singles al vroeg de hitlijst binnen, en niet meer direct op nummer 1, wat lange tijd kenmerkend was voor de UK Singles Chart. Hoewel aanvankelijk het aantal digitale ten opzichte van fysieke verkopen relatief laag was, geldt nu voor de meeste singles dat meer dan 50% van het totale aantal verkopen van het internet afkomstig is. Ook verkopen door mobiele telefoons en downloads van videoclips worden nu meegeteld, maar het is niet langer waarschijnlijk dat de verkoop van ringtones nog zal worden meegeteld.
Per 1 januari 2007 was de opname van gedownloade muziek in de hitlijst voltooid toen alle downloads – met of zonder fysiek equivalent – werden meegeteld. Honey to the Bee van Billie Piper en Chasing Cars van Snow Patrol waren de eerste singles die de hitlijst bereikten nadat het fysieke exemplaar uit de winkels verdwenen was. Blag, Steal and Borrow van KOOPA was de eerste single die alleen als download werd uitgebracht die in de UK Singles Chart werd opgenomen.

## Nederlands succes in de Britse hitlijst
De eerste Nederlandse hit in Groot-Brittannië was Venus van Shocking Blue op 18 januari 1970. De single bereikte de 8e plaats.
De eerste Nederlandse nummer 1-hit was Mississippi  van Pussycat in 1976. De volgende Nederlandse artiesten hebben sindsdien de eerste plaats bereikt:
1. 1976: Pussycat – Mississippi (4 weken)
2. 1993: 2 Unlimited – No limit (5 weken)
3. 1994: Doop – Doop (3 weken)
4. 1999: Vengaboys – Boom, Boom, Boom, Boom!! (1 week)
5. 1999: Vengaboys – We're going to Ibiza! (1 week)
6. 2002: JXL (& Elvis) – A little less conversation (4 weken)
7. 2002: Do (& DJ Sammy & Yanou) – Heaven (1 week)
8. 2006: Fedde le Grand – Put your hands up for Detroit (1 week)
9. 2008: DJ Mental Theo's Bazzheadz (& Basshunter) – Now You're Gone (5 weken)
10. 2011: Afrojack (& Pitbull, Ne-Yo & Nayer) – Give me everything (3 weken)
11. 2012: Eva Simons (& will.i.am) – This is love (1 week)
12. 2013: Bingo Players (& Far East Movement) – Get up (Rattle) (2 weken)
13. 2013: Nicky Romero (& Avicii) – I Could Be the One (1 week)
14. 2013: Martin Garrix – Animals (1 week)
15. 2014: Mr Probz – Waves (Robin Schulz remix) (2 weken)
16. 2014: Oliver Heldens (& Becky Hill) – Gecko (Overdrive) (1 week)

Artiesten tussen haakjes werkten wel mee aan de plaat, maar waren geen Nederlanders.
De eerste Nederlandse compositie die op nummer 1 stond, was Eye Level van The Simon Park Orchestra (het thema van de Britse tv-serie Van der Valk uit begin jaren 70), gecomponeerd door Jan Stoeckart onder het pseudoniem Jack Trombey. De single stond in 1973 op nummer 1 in de Britse hitparade.
In 2012 stond Bom bom van de Britse groep Sam & The Womp op nummer 1, met als zangeres de Nederlandse Bloem de Ligny. In 2011 stond Loca people (What the f**k!) van de Spaanse Sak Noel op 1, met zang van de Nederlandse Esthera Sarita.
In 2014 stond Tsunami (Jump) op nummer 1 van het dj-duo DVBBS. De twee broers zijn geboren in Nederland, maar groeiden op in Canada.

## Verwijzingen
1. ↑  Jameela Jalil new face of UK Singles Chart

1952 ·
1953 ·
1954 ·
1955 ·
1956 ·
1957 ·
1958 ·
1959 ·
1960 ·
1961 ·
1962 ·
1963 ·
1964 ·
1965 ·
1966 ·
1967 ·
1968 ·
1969 ·
1970 ·
1971 ·
1972 ·
1973 ·
1974 ·
1975 ·
1976 ·
1977 ·
1978 ·
1979 ·
1980 ·
1981 ·
1982 ·
1983 ·
1984 ·
1985 ·
1986 ·
1987 ·
1988 ·
1989 ·
1990 ·
1991 ·
1992 ·
1993 ·
1994 ·
1995 ·
1996 ·
1997 ·
1998 ·
1999 ·
2000 ·
2001 ·
2002 ·
2003 ·
2004 ·
2005 ·
2006 ·
2007 ·
2008 ·
2009 ·
2010 ·
2011 ·
2012 ·
2013 ·
2014 ·
2015 ·
2016 ·
2017 ·
2018 ·
2019 ·
2020 ·
2021